# Куп сајамских градова
Куп сајамских градова (енгл. Inter-Cities Fairs Cup; понекад скраћено Сајамски куп, енгл. Fairs Cup), бивше европско међународно фудбалско клупско такмичење које се играло од 1955. до 1971. године. Укинуто је у корист Купа УЕФА који ће касније бити познат под називом УЕФА Лига Европе.
Идеја за стварање такмичење настала је од потпредседника и члана Извршног одбора Фифе, Ернста Томена, председника Фудбалског савеза Италије и члана Извршног одбора Фифе, Оторина Барасија, и генералног секретара Фудбалског савеза Енглеске и председника Фифе (1961—1974), Стенлија Роуза.
Куп је организовао Сајамски одбор који су водили високи званичници Фифе. Уз подршку тих појединаца, није било потребе да међународна управљачка тела одобре такмичење. Међутим, 1971. године, након неколико година преговарања, Сајамски куп се нашао под покровитељством Уефе. С новим власником, дошло је и ново име (Куп УЕФА), нови трофеј и нови прописи.
Иако се Куп сајамских градова сматра за претходника Купа УЕФА, УЕФА га није организовала и, сходно томе, она га не сматра званичним турниром и не признаје постигнућа клубова који су учествовали у истом.

## Историја
Иницијатор је био Швајцарац Ернст Томен, потпредседник УЕФА, који је 1955. у Базелу окупио представнике 10 европских велесајамских градова (Барселона, Базел, Бирмингем, Франкфурт, Копенхаген, Лозана, Лајпциг, Лондон, Милано и Загреб) и предложио организацију такмичења градских репрезентација, које су могли представљати и клубови
Прво издање је замишљено као двогодишње такмичење али се протегло на три године. И следећа два, 1958/60. и 1960/61., одржана су као такмичење градских екипа, а од сезоне 1961/62. постаје једносезонско клупско такмичење у које је сваки члан УЕФА имао право послати до три представника. Број учесника, конкуренција и углед стално су расли. Од сезоне 1971/72. организацију преузима УЕФА и мијења му назив у Куп УЕФА. Од клубова из Југославије, Динамо из Загреба био је победник такмичења 1966/67. и финалиста 1962/63 a Црвена звезда је играла полуфинале 1961/62.

## Финала
| Сезона                                                                  | Домаћин                         | Резултат         | Гост                   | Стадион                                       |
| ----------------------------------------------------------------------- | ------------------------------- | ---------------- | ---------------------- | --------------------------------------------- |
| 1955/58. Детаљи                                                         | Репрезентација Лондона          | 2 : 2            | Барселона              | Стамфорд бриџ, Лондон Посећеност: 45.466      |
| 1955/58. Детаљи                                                         | Барселона                       | 6 : 0            | Репрезентација Лондона | Камп ноу, Барселона Посећеност: 70.000        |
| Барселона је победила укупним резултатом 8 : 2                          |                                 |                  |                        |                                               |
| 1958/60. Детаљи                                                         | Бирмингем Сити                  | 0 : 0            | Барселона              | Сент Ендруз, Бирмингем Посећеност: 40.524     |
| 1958/60. Детаљи                                                         | Барселона                       | 4 : 1            | Бирмингем Сити         | Камп ноу, Барселона Посећеност: 70.000        |
| Барселона је победила укупним резултатом 4 : 1                          |                                 |                  |                        |                                               |
| 1960/61. Детаљи                                                         | Бирмингем Сити                  | 2 : 2            | Рома                   | Сент Ендруз, Бирмингем Посећеност: 21.000     |
| 1960/61. Детаљи                                                         | Рома                            | 2 : 0            | Бирмингем Сити         | Стадион олимпико, Рим Посећеност: 60.000      |
| Рома је победила укупним резултатом 4 : 2                               |                                 |                  |                        |                                               |
| 1961/62. Детаљи                                                         | Валенсија                       | 6 : 2            | Барселона              | Местаља, Валенсија Посећеност: 65.000         |
| 1961/62. Детаљи                                                         | Барселона                       | 1 : 1            | Валенсија              | Камп ноу, Барселона Посећеност: 60.000        |
| Валенсија је победила укупним резултатом 7 : 3                          |                                 |                  |                        |                                               |
| 1962/63. Детаљи                                                         | Динамо Загреб                   | 1 : 2            | Валенсија              | Максимир, Загреб Посећеност: 40.000           |
| 1962/63. Детаљи                                                         | Валенсија                       | 2 : 0            | Динамо Загреб          | Местаља, Валенсија Посећеност: 55.000         |
| Валенсија је победила укупним резултатом 4 : 1                          |                                 |                  |                        |                                               |
| 1963/64. Детаљи                                                         | Реал Сарагоса                   | 2 : 1            | Валенсија              | Камп ноу, Барселона Посећеност: 50.000        |
| 1963/64. Детаљи                                                         | Одиграла се само једна утакмица |                  |                        | Камп ноу, Барселона Посећеност: 50.000        |
| 1964/65. Детаљи                                                         | Ференцварош                     | 1 : 0            | Јувентус               | Стадион комунале, Торино Посећеност: 40.000   |
| 1964/65. Детаљи                                                         | Одиграла се само једна утакмица |                  |                        | Стадион комунале, Торино Посећеност: 40.000   |
| 1965/66. Детаљи                                                         | Барселона                       | 0 : 1            | Реал Сарагоса          | Камп ноу, Барселона Посећеност: 50.000        |
| 1965/66. Детаљи                                                         | Реал Сарагоса                   | 2 : 4 (п. с. н.) | Барселона              | Ла Ромареда, Сарагоса Посећеност: 33.000      |
| Барселона је победила укупним резултатом 4 : 3                          |                                 |                  |                        |                                               |
| 1966/67. Детаљи                                                         | Динамо Загреб                   | 2 : 0            | Лидс јунајтед          | Максимир, Загреб Посећеност: 32.000           |
| 1966/67. Детаљи                                                         | Лидс јунајтед                   | 0 : 0            | Динамо Загреб          | Еланд роуд, Лидс Посећеност: 35.604           |
| Динамо Загреб је победио укупним резултатом 2 : 0                       |                                 |                  |                        |                                               |
| 1967/68. Детаљи                                                         | Лидс јунајтед                   | 1 : 0            | Ференцварош            | Еланд роуд, Лидс Посећеност: 25.268           |
| 1967/68. Детаљи                                                         | Ференцварош                     | 0 : 0            | Лидс јунајтед          | Непстадион, Будимпешта Посећеност: 76.000     |
| Лидс јунајтед је победио укупним резултатом 1 : 0                       |                                 |                  |                        |                                               |
| 1968/69. Детаљи                                                         | Њукасл јунајтед                 | 3 : 0            | Ујпешт Дожа            | Сент Џејмс парк, Њукасл Посећеност: 60.000    |
| 1968/69. Детаљи                                                         | Ујпешт Дожа                     | 2 : 3            | Њукасл јунајтед        | Међери ут, Будимпешта Посећеност: 37.000      |
| Њукасл јунајтед је победио укупним резултатом 6 : 2                     |                                 |                  |                        |                                               |
| 1969/70. Детаљи                                                         | Андерлехт                       | 3 : 1            | Арсенал                | Стадион Емил Версе, Брисел Посећеност: 37.000 |
| 1969/70. Детаљи                                                         | Арсенал                         | 3 : 0            | Андерлехт              | Хајбери, Лондон Посећеност: 51.612            |
| Арсенал је победио укупним резултатом 4 : 3                             |                                 |                  |                        |                                               |
| 1970/71. Детаљи                                                         | Јувентус                        | 2 : 2            | Лидс јунајтед          | Стадион комунале, Торино Посећеност: 58.555   |
| 1970/71. Детаљи                                                         | Лидс јунајтед                   | 1 : 1            | Јувентус               | Еланд роуд, Лидс Посећеност: 42.483           |
| Резултат је 3 : 3, Лидс јунајтед је победио због правила гола у гостима |                                 |                  |                        |                                               |

## Суперфинале 1971.
Након сезоне 1970/71, организацију Сајамског купа преузела је УЕФА. Такмичење је расформирано под називом Куп УЕФА, а направљен је и потпуно нови трофеј. Старији трофеј није припао ниједном клубу за стално, па је УЕФА одлучила да организује својеврсни плеј-оф (суперфинале) који би одлучио коме ће припасти оригинални трофеј Купа сајамских градова.
Утакмица је одиграна 22. септембра 1971. између првог шампиона, Барселоне, и последњег шампиона купа, Лидс јунајтеда.
| Година | Домаћин              | Резултат | Гост                     | Стадион                                |
| ------ | -------------------- | -------- | ------------------------ | -------------------------------------- |
| 1971.  | Барселона (3 титуле) | 2 : 1    | Лидс јунајтед (2 титуле) | Камп ноу, Барселона Посећеност: 45.000 |

## Статистике

### Клубови по успешности
| Клуб                   | Победник | Финалиста | Године када је клуб био победник | Године када је клуб био финалиста |
| ---------------------- | -------- | --------- | -------------------------------- | --------------------------------- |
| Барселона              | 3        | 1         | 1958, 1960, 1966.                | 1962.                             |
| Лидс јунајтед          | 2        | 1         | 1968, 1971.                      | 1967.                             |
| Валенсија              | 2        | 1         | 1962, 1963.                      | 1964.                             |
| Динамо Загреб          | 1        | 1         | 1967.                            | 1963.                             |
| Ференцварош            | 1        | 1         | 1965.                            | 1968.                             |
| Реал Сарагоса          | 1        | 1         | 1964.                            | 1966.                             |
| Арсенал                | 1        | 0         | 1970.                            |                                   |
| Њукасл јунајтед        | 1        | 0         | 1969.                            |                                   |
| Рома                   | 1        | 0         | 1961.                            |                                   |
| Јувентус               | 0        | 2         |                                  | 1965, 1971.                       |
| Бирмингем Сити         | 0        | 2         |                                  | 1960, 1961.                       |
| Андерлехт              | 0        | 1         |                                  | 1970.                             |
| Ујпешт Дожа            | 0        | 1         |                                  | 1969.                             |
| Репрезентација Лондона | 0        | 1         |                                  | 1958.                             |

### Најбољи стрелци
| Играч               | Бр. голова | Клуб(ови)     |
| ------------------- | ---------- | ------------- |
| Валдо               | 31         | Валенсија     |
| Питер Лоример       | 20         | Лидс јунајтед |
| Флоријан Алберт     | 19         | Ференцварош   |
| Ференц Бене         | 19         | Ујпешт Дожа   |
| Хосе Антонио Залдуа | 19         | Барселона     |
| Педро Манфредини    | 18         | Рома          |
| Еваристо            | 17         | Барселона     |
| Висенте Гиљот       | 16         | Валенсија     |
| Марселино           | 15         | Реал Сарагоса |
| Ектор Нуњез         | 14         | Валенсија     |

Извор: rsssf.com